# ŽOK Železničar Lajkovac
ŽOK Železničar Lajkovac är en volleybollklubb från Lajkovac, Serbien. Klubben blev serbiska mästare 2018-2019 och har vunnit serbiska cupen tre gånger (2017-18, 2018-19, 2020-21).